# لارس برگر
لارس برگر (انگلیسی: Lars Berger؛ زادهٔ ۱ مهٔ ۱۹۷۹) ورزشکار دوگانه و اسکی‌باز صحرانوردی اهل نروژ است.
از افتخارات وی میتوان به کسب مدال نقره اسکی صحرانوردی در بازی‌های المپیک زمستانی ۲۰۱۰ اشاره کرد.